# 向阳街道 (鸡西市)
向阳街道，是中华人民共和国黑龙江省鸡西市鸡冠区下辖的一个乡镇级行政单位。

## 行政区划
向阳街道下辖以下地区：
向阳社区、中心社区、北山社区、东山社区、四街社区和园林社区。